# Bataille d'Anguilla
guerre de succession d'Autriche

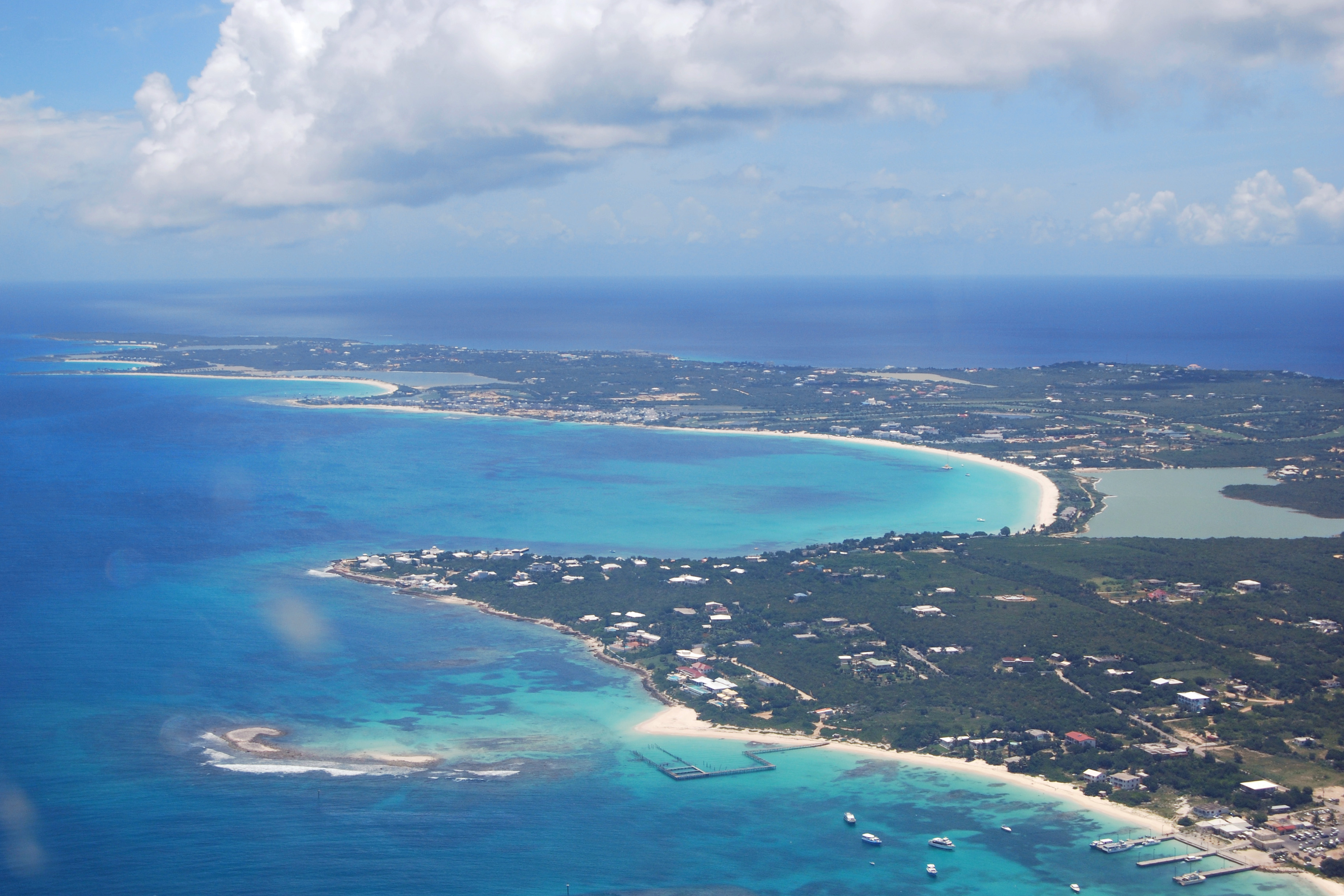
île caribéene d'Anguilla

La bataille d'Anguilla est un engagement militaire qui a eu lieu sur l'île caribéenne d'Anguilla sous contrôle britannique le 21 mai 1745 pendant la guerre de Succession d'Autriche. Une force française a débarqué avec 760 hommes et a marché à l'intérieur des terres mais a été repoussée avec de lourdes pertes par les Britanniques qui ont ensuite contre-attaqué forçant les Français à fuir, faisant 100 morts et 50 prisonniers parmi les Français.

## Situation internationale et régionale
La guerre de Succession d'Autriche avait amené les combats sur le reste des territoires coloniaux français et britanniques en Inde et dans les Caraïbes. Les convois et les possessions de chaque nation étaient une cible ou une menace.
En 1744, une force coloniale britannique de 300 hommes composée de miliciens, d'esclaves et de réguliers accompagnés de deux corsaires de Saint-Kitts envahit la moitié française de Saint-Martin (Antilles françaises) voisin, la tenant jusqu'au Traité d'Aix-la-Chapelle de 1748. Fin mai 1745, deux Frégates royales françaises de 36 et 30 canons respectivement sous le commandement du contre-amiral La Touché, plus trois corsaires quittèrent la Martinique en représailles pour envahir et capturer Anguilla.
Les Britanniques d'Anguilla étaient conscients de la menace et se sont donc préparés avec environ 150 miliciens et réguliers de la petite garnison des îles.

## Combat
Le 21 mai au petit matin, les Britanniques sont surpris par une flotte française[Laquelle ?], composée de deux navires de guerre, l'un de 36 canons, l'autre de 32, avec trois corsaires, et deux vaisseaux hollandais, utilisés comme annexes. À un endroit nommé par son homonyme Katouche Bay, Le Touché a débarqué 759 hommes à terre. Le débarquement surprise fut un grand encouragement pour les Français, mais un grand découragement pour les Britanniques[style à revoir] vu qu'ils étaient largement en infériorité numérique. Le gouverneur Arthur Hodge forma les défenseurs en trois pelotons, et les posta dans un chemin très étroit derrière des parapets bien cachés par lesquels les Français devaient passer. Le premier contiendrait vingt-deux hommes réguliers, commandés par le capitaine Richardson. En effet, les Français avançaient dans des embuscades soigneusement placées. Ceux-ci ont engagé les Français, tirant régulièrement par pelotons, et avec une bonne précision, ils ont fait un lourd tribut aux assaillants. En quelques minutes, l'avant-garde rompit le rang et s'enfuit. En quinze minutes, les autres sections ont répété le même sort en tenant bon alors que le reste des Français avançait et eux aussi se retiraient.
Les Britanniques ont alors lancé une contre-attaque poursuivant les Français alors qu'ils retournaient vers leurs bateaux dans la baie. La retraite s'est transformée en déroute alors que les Français paniqués tentaient de monter dans leurs bateaux. Les navires français ouvrirent le feu sur les Britanniques qui stoppèrent leur poursuite puis rassemblèrent les prisonniers. De nombreux assaillants français se sont noyés alors qu'ils tentaient de rejoindre leurs bateaux. Les navires français ouvrirent le feu sur les Britanniques qui stoppèrent leur poursuite puis rassemblèrent les prisonniers.
La petite force britannique s'attendait à une nouvelle attaque le lendemain mais les Français rencontrant une forte résistance décidèrent de ne pas pousser et se retirèrent donc en Martinique.

## Conséquences
Dans cette action, au moins 100 Français ont été tués, noyés ou blessés tandis que 50 autres ont été faits prisonniers. Les Britanniques ont enterré 35 morts et étaient à la recherche des quelques soldats français restants, certains cachés dans les buissons, dont quelques-uns blessés.
Parmi les morts se trouvaient le deuxième capitaine du commodore Le Touché, le premier lieutenant du deuxième navire de guerre, le capitaine Rolough d'un corsaire ainsi que le fils du Gouverneur de Saint-Barthélemy, et plusieurs autres officiers.
Touché a posé sur le rivage un drapeau de trêve pour demander le retour des prisonniers en échange d'articles tels que de la nourriture, du vin et des provisions. Touché a été blessé au bras et à la cuisse.
Les Britanniques ont subi sept pertes mais ont capturé deux drapeaux français, de nombreuses armes à feu, des boîtes de cartouches, des grenades à main et des canons pivotants. Selon le gouverneur, le butin a été donné à la population noire de l'île en récompense de leur aide à la défense de l'île.